# Мелница (Барбан)
Мелница (итал. Melnizza) је насељено место у саставу општине Барбан у Истарској жупанији, Хрватска. До територијалне реорганизације у Хрватској налазили су се у саставу старе општине Пула.

## Становништво
Према последњем попису становништва из 2011. године у насељу Мелница живео је 161 становник.
| година пописа  | 1857 | 1869 | 1880 | 1890 | 1900 | 1910 | 1921 | 1931 | 1948 | 1953 | 1961 | 1971 | 1981 | 1991 | 2001 | 2011 |
| бр. становника | 0    | 0    | 184  | 180  | 202  | 206  | 0    | 0    | 305  | 287  | 285  | 219  | 174  | 192  | 178  | 161  |

Напомена:У 1857. 1869. 1921. и 1931.подаци су садржани у насељу Прхати.